# Thomisus penicillatus
Thomisus penicillatus là một loài nhện trong họ Thomisidae.
Loài này thuộc chi Thomisus. Thomisus penicillatus được Eugène Simon miêu tả năm 1909.